# De Humorist
De Humorist est un hebdomadaire illustré humoristique publié de 1927 à 1948 comme supplément de différentes revues néerlandaise (Panorama, Weekblad van het Noorden, Elck wat Wils) et flamands (De Stad Antwerpen). Les illustrateurs Herman Moerkerk, Piet Broos, Frans Piët et Henk Rotgans y contribuaient régulièrement, tandis que Frans Meijer, Frans Lammers, Hans Husslage, J.J. Voskuil, Ton Smits ou Piët y publièrent des bandes dessinées. De Humorist reprenait également des histoires étrangères, surtout américaines (Bicot, Le Père Lacloche, Skippy, Le Petit Roi, Nancy, etc.), mais également suédoise (Adamson d'Oscar Jacobsson) ou française (Zig et Puce).